# Emil Jeřábek
Emil Jeřábek (* 1977) je český vědec a matematik, který se zabývá matematickou formální aritmetikou, logikou a modální logikou. Absolvoval Matematicko-fyzikální fakultu UK a Filozofickou fakultu UK, kde studoval obory logika lingvistika. Na obou vysokých školách obhájil titul magistr, na MFF UK získal titul Ph.D. Působil jako postdoktorand na fakultě filozofie na univerzitě v Utrechtu, poté ve stejné pozici na fakultě informatiky na univerzitě v Torontu. Od roku 2006 pracuje v Matematickém ústavu Akademie věd ČR.

## Ocenění
V roce 2010 byl oceněn Akademií věd České republiky, od které obdržel Prémii Otto Wichterleho. Roku 2016 převzal od nadačního fondu Neuron na podporu vědy Cenu Neuron pro mladé vědce v oboru matematika.